# Теорема фон Цайпеля
Теорема фон Цайпеля (Цейпеля) была сформулирована в 1924 году Хуго фон Цайпелем и утверждает невозможность гидростатического равновесия твердотельно вращающихся областей звезды, в которых энергия переносится лучистой теплопроводностью. В этом случае, тем не менее, может быть достигнуто стационарное состояние, в котором часть энергии переносится медленным циклическим движением вещества. Теорема также показывает, что поток излучения {\displaystyle F} равномерно вращающейся звезды пропорционален эффективной гравитации[прояснить] (сумме разнонаправленных ускорений: силы тяжести и центробежного) {\displaystyle g_{\text{eff}}} и равен
{\displaystyle F=-{\frac {L(P)}{4\pi GM_{*}(P)}}g_{\text{eff}}.}
В этой формуле
P—давление на рассматриваемом уровне постоянного давления;
L(P) -- светимость поверхности, очерченной по уровню давления P;
M* -- масса части звезды, ограниченной этой поверхностью.
Также с помощью этой теоремы можно найти эффективную температуру {\displaystyle T_{\text{eff}}} по заданному полярному углу {\displaystyle \theta }:
{\displaystyle T_{\text{eff}}(\theta )\sim g_{\text{eff}}^{1/4}(\theta ).}
Теорема фон Цайпеля, названная в честь её первооткрывателя, шведского астронома Эдварда Хьюго фон Цайпеля, долгое время использовалась для предсказания различий эффективной гравитации, светимости (потока излучения от звезды) и температуры на полюсах и экваторе быстро вращающейся звезды. В 2011 году на основании техники интерферометрии исследователи из Мичиганского университета провели подробную съёмку и получили изображения и измерили параметры звезды Регул. Эта звезда является ярчайшей звездой в созвездии Льва, и она разлетелась бы, если бы вращалась всего на 14 процентов быстрее. Астрономы по результатам измерений получили, что действительное расхождение в температуры на полюсе и экваторе звезды много меньше, чем предсказывается теоремой. «Наша модель, полученная на основании обработки данных интерферометрии, показывает, что несмотря на то, что закон в целом верно описывает поведение температуры на поверхности звезды, количественно результат отличается.» — говорит Сяо Че, аспирант кафедры астрономии, имя которого стоит первым в публикации Astrophysical Journal от 20 апреля. «Я удивлён тем фактом, что теорема Цайпеля была принята астрономическим сообществом на протяжении столь длительного времени, несмотря на отсутствие достаточного числа точных экспериментальных данных. Для нас важно получить такие данные правильно.» — говорит Джон Монье, профессор кафедры астрономии. «В некоторых случаях мы получили разницу более чем в 5000 °F [ок. 2800 К] расхождения между числами, предсказанными теоремой и реально измеренными данными. Это сильно влияет на оценку общей яркости звезды. Если мы этого не учтём, то мы можем ошибиться в оценке массы звезды, её возраста и общей излучаемой энергии» — заключает он.
Согласно теории вращающихся звёзд, если скорость вращения звезды зависит только от радиуса, она не может одновременно находиться в тепловом и гидростатическом равновесии. Это называется парадоксом фон Цейпеля. Однако парадокс разрешается, если скорость вращения также зависит от высоты или существует меридиональная циркуляция. Аналогичная ситуация может возникнуть в аккреционных дисках.